# Максимиан
Вижте пояснителната страница за други личности с името Максимиан.
Марк Аврелий Максимиан (Marcus Aurelius Valerius Maximianus) с прозвище Херкулий (Herculius), известен и само като Максимиан е римски император, управлявал римската империя, заедно с Диоклециан, в периода от 1 март 285 г. до 1 май 305 година.
Роден е в Сирмиум, провинция Панония (дн. град Сремска Митровица в Сърбия), син на бакалин, Максимиан прави забележителна кариера в армията и служи на императорите Аврелиан, Проб и Кар. Максимиан е издигнат на трона, когато Диоклециан решава да подели с друг управлението на Римската империя.
Максимиан е боен другар и доверен пълководец на Диоклециан, който го обявява за съимператор с ранг на „цезар“ през юли 285 г. в Медиолан. След успеха на Максимиан срещу селския бунт на багаудите в Галия, на следващата година е произведен и в „август“ (1 април 286 г.). Поверено му е да управлява западните провинции – Италия, Африка, Испания и Галия, а Диоклециан запазва изтока за себе си.

## Съимператор
В 286 – 7 г. Максимиан воюва срещу алеманите, бургундите и херулите по Рейнската граница и срещу саксонските пирати в Северно море. По същото време избухва въстанието на морския офицер Караузий в Британия, който се самообявява за император и отделя островната провинция като сепаратистка държава. Тъй като е ангажиран в стълкновения с варварските племена, Максимиан не е в състояние да се отзове незабавно на острова.
В периода 288 – 290 г. Максимиан отбранява рейнските граници на Галия от набезите на франките и провежда една неуспешна експедиция срещу узурпатора Караузий в Британия. За известно време съимператорите са принудени да се примирят с узурпатора, но няколко години по-късно Диоклециан реформира управлението и създава т.нар. Тетрархия („Четиривластие“), като поделя империята на четири части между самия него, Максимиан и още двама пълководци – Флавий Констанций и Галерий Максимиан, които са избрани за младши цезари.
През декември 290 – януари 291 г. в Медиолан се състои среща между Диоклециан и Максимиан, на която те вземат решение да споделят властта с още двама избраници. През 292 г. по заповед на старшия си колега Диоклециан, Максимиан предава Галия под властта на новоназначения цезар Констанций I Хлор, който има задачата да възвърне Британия от отцепника Караузий. След успешната инванзия и последвалото възвръщане на острова (293 г.), Констанций управлява Галия и Британия като подчинен на Максимиан.
Максимиан удържа победи в кампании срещу берберите и маврите в Северна Африка през 297 – 9 г., както и срещу франките (302 г.) по река Рейн. Максимиан лично се отличава в битките и е много уважаван от войниците си. Заради своята сила и мъжество той приема прозвището Херкулий („подобен на Херкулес“). Талантлив военачалник, Максимиан е слабо образован, груб и некултурен, няма политически амбиции и остава докрай лоялен на Диоклециан, чиито разпоредби неотклонно изпълнява.
Максимиан е един от най-изявените гонители на ранното християнство по времето на Диоклециан. През 303 г. започва голямото гонение, предприето по инициативата на Максимиан и Галерий. По негова заповед са изтезавани и убивани хиляди християнски мъченици. Според Лактанций, Максимиан тероризира и Сената в Рим, изнудва патрицианските родове, използвайки властта си за да присвоява техните богатства и да обезчестява знатни девици.

## Абдикация и смърт
На 1 май 305 г. Максимиан е принуден да спази правилата на Тетрархията, въведени от Диоклециан, и неохотно абдикира едновременно с него, въпреки че по-късно използва появилите се междуособици и прави два опита да се завърне на власт: първия път се присъединява като съимператор към бунта на сина си Максенций в Рим (306 г.), но скоро изпада в немилост и отново абдикира (308 г.), а по-късно (310 г.) се опитва чрез заговор да завземе властта от зет си Константин I в Масилия (дн. Марсилия), но след като се проваля и е разкрит, бива обсаден в града и по-късно е убит или принуден да се самоубие чрез обесване.
По време на войната му с Максенций, Константин заповядва да бъдат разрушени изображенията и статуите на Максимиан. Константин по-късно тачи паметта на Максимиан, а внуците на Максимиан, родени от дъщеря му Фауста и Константин, стават императори.